# 奧尼亞 (喬治亞州)
奧尼亞（英語：Aonia）是位於美國喬治亞州威爾克斯縣的一個非建制地區。該地的面積和人口皆未知。

## 地理
奧尼亞的座標為33°40′31″N 82°37′23″W / 33.67528°N 82.62306°W，而該地的平均海拔高度為155米（即509英尺）。